# Фрост проти Ніксона (фільм)
«Фрост проти Ніксона» (англ. Frost/Nixon) — американсько-британсько-французька історична драма режисера Рона Говарда (був також продюсером), що вийшла 2008 року. У головних ролях Френк Ланджелла, Майкл Шин. Стрічку знято на основі однойменної п'єси Пітера Морґана (був також сценаристом), що заснована на реальних подіях.
Продюсерами також були Тім Беван, Ерік Феллнер і Браян Ґрейзер. Вперше фільм продемонстрували 15 жовтня 2008 року у Великій Британії на Лондонському кінофестивалі. В Україні у кінопрокаті фільм не демонструвався.

## Сюжет
Вотергейтський скандал став причиною відставки тодішнього президента США Річарда Ніксона. Три роки Ніксон мовчав, а 1977 року він дав ексклюзивне інтерв'ю Девіду Фросту, британському журналісту. Проте співбесіда зі сповіді перетворилась на інтелектуальне протистояння.

## У ролях
| Актор            | Персонаж                                        | Роль |
| ---------------- | ----------------------------------------------- | --- |
| Френк Ланджелла  | Річард Ніксон (англ. Richard Nixon)             | президент США, що у результаті Вотергейтського скандалу пішов у відставку, бере участь у ток-шоу Девіда Фроста |
| Майкл Шин        | Девід Фрост (англ. David Frost)                 | журналіст британського телебачення, що бере інтерв'ю у Ніксона                                                 |
| Кевін Бейкон     | Джек Бреннан (англ. Jack Brennan)               | начальник штабу після відставки Ніксона                                                                        |
| Ребекка Голл     | Роберт Зелнік (англ. Robert Zelnick)            | журналіст, редактор усіх інтерв'ю Фроста-Ніксона                                                               |
| Тобі Джонс       | Свіфті Лазар (англ. Swifty Lazar)               | агент, що представляв Ніксона                                                                                  |
| Меттью Макфедьєн | Джон Берт (англ. John Birt)                     | продюсер і друг Девіда Фроста                                                                                  |
| Олівер Платт     | Боб Зельник (англ. Bob Zelnick)                 | журналіст |
| Сем Роквелл      | Джеймс Рестон-молодший (англ. James Reston Jr.) | письменник |
| Клінт Говард     | Ллойд Девіс (англ. Lloyd Davis)                 | |
| Патті Маккормак  | Пет Ніксон (англ. Pat Nixon)                    | дружина Річарда Ніксона                                                                                        |
| Ренс Говард      | Оллі (англ. Ollie)                              | |
| Джим Мескімен    | Рей Прайс (англ. Ray Price)                     | спічрайтер Річарда Ніксона                                                                                     |

## Сприйняття

### Критика
Фільм отримав позитивні відгуки: Rotten Tomatoes дав оцінку 92 % на основі 218 відгуків від критиків (середня оцінка 7,9/10) і 86 % від глядачів із середньою оцінкою 3,8/5 (107,650 голосів). Загалом на сайті фільми має позитивний рейтинг, фільму зарахований «стиглий помідор» від кінокритиків і «попкорн» від глядачів, Internet Movie Database — 7,7/10 (69 640 голосів), Metacritic — 80/100 (38 відгуків критиків) і 7,7/10 від глядачів (121 голос). Загалом на цьому ресурсі від критиків і від глядачів фільм отримав позитивні відгуки.

### Касові збори
Під час показу у США протягом першого (вузького, зі 5 грудня 2008 року) тижня фільм показали у 3 кінотеатрах і він зібрав $180,708, що на той час дозволило йому зайняти 22 місце серед усіх прем'єр. Наступного (широкого, зі 23 січня 2009 року) тижня фільм показали у 1,099 кінотеатрах і він зібрав $3,022,250 (16 місце). Показ фільму протривав 112 днів (16 тижнів) і закінчився 26 березня 2009 року. За цей час фільм зібрав у прокаті у США $18,622,031, а у решті світу $8,804,304, тобто загалом $27,426,335 при бюджеті $25 млн. Від продажу DVD-дисків було виручено $6,994,327.

### Нагороди і номінації[10]
| Рік  | Нагорода                                  | Категорія                      | Номінант                                           | Результат |
| ---- | ----------------------------------------- | ------------------------------ | -------------------------------------------------- | --------- |
| 2008 | Спілка кінокритиків Лас-Вегаса            | Найкращий актор                | Френк Ланджелла                                    | Перемога  |
| 2008 | Спілка кінокритиків Лас-Вегаса            | Найкращий режисер              | Рон Говард                                         | Перемога  |
| 2008 | Спілка кінокритиків Лас-Вегаса            | Найкращий монтаж               | Даніель Генлі, Майк Гілл                           | Перемога  |
| 2008 | Спілка кінокритиків Лас-Вегаса            | Найкраща стрічка               | фільм                                              | Перемога  |
| 2008 | Спілка кінокритиків Лас-Вегаса            | Найкращий сценарій             | Пітер Морґан                                       | Перемога  |
| 2009 | 81-ша церемонія вручення нагороди «Оскар» | Найкраща режисерська робота    | Рон Говард                                         | Номінація |
| 2009 | 81-ша церемонія вручення нагороди «Оскар» | Найкращий монтаж               | Даніель Генлі, Майк Гілл                           | Номінація |
| 2009 | 81-ша церемонія вручення нагороди «Оскар» | Найкращий фільм                | Ерік Феллнер, Браян Ґрейзер, Рон Говард            | Номінація |
| 2009 | 81-ша церемонія вручення нагороди «Оскар» | Найкращий актор                | Френк Ланджелла                                    | Номінація |
| 2009 | 81-ша церемонія вручення нагороди «Оскар» | Найкращий адаптований сценарій | Пітер Морґан                                       | Номінація |
| 2009 | БАФТА у кіно                              | Найкращий монтаж               | Даніель Генлі, Майк Гілл                           | Номінація |
| 2009 | БАФТА у кіно                              | Найкращий монтаж               | Даніель Генлі                                      | Номінація |
| 2009 | БАФТА у кіно                              | Найкращий фільм                | Ерік Феллнер, Браян Ґрейзер, Рон Говард, Тім Беван | Номінація |
| 2009 | БАФТА у кіно                              | Найкращий актор                | Френк Ланджелла                                    | Номінація |
| 2009 | БАФТА у кіно                              | Найкращий грим                 | Едуард Енрікес, Кім Сантантоніо                    | Номінація |
| 2009 | БАФТА у кіно                              | Найкращий адаптований сценарій | Рон Говард                                         | Номінація |
| 2009 | БАФТА у кіно                              | Найкращий режисер              | Рон Говард                                         | Номінація |
| 2009 | 66-та церемонія вручення «Золотий глобус» | Найкраща режисерська робота    | Рон Говард                                         | Номінація |
| 2009 | 66-та церемонія вручення «Золотий глобус» | Найкращий фільм — драма        | фільм                                              | Номінація |
| 2009 | 66-та церемонія вручення «Золотий глобус» | Найкраща музика до фільму      | Ганс Ціммер                                        | Номінація |
| 2009 | 66-та церемонія вручення «Золотий глобус» | Найкращий актор — драма        | Френк Ланджелла                                    | Номінація |
| 2009 | 66-та церемонія вручення «Золотий глобус» | Найкращий сценарій             | Пітер Морґан                                       | Номінація |

### Виноски
1. 1 2 3  Frost/Nixon: Release Info (англ.). Internet Movie Database. Архів оригіналу за 17 квітня 2016. Процитовано 1 жовтня 2013.
2. 1 2 3  Frost/Nixon (англ.). Box Office Mojo. Архів оригіналу за 4 жовтня 2013. Процитовано 1 жовтня 2013.
3. 1 2  Frost/Nixon (англ.). Internet Movie Database. Архів оригіналу за 13 грудня 2013. Процитовано 1 жовтня 2013.
4. ↑  Frost/Nixon (англ.). Allrovi. Архів оригіналу за 25 грудня 2011. Процитовано 1 жовтня 2013. [Архівовано 25 грудня 2011 у Wayback Machine.]
5. 1 2  Full cast and crew for Frost/Nixon (англ.). Internet Movie Database. Архів оригіналу за 26 березня 2016. Процитовано 1 жовтня 2013.
6. ↑  Фрост против Никсона. Премьеры (рос.). КиноПоиск. Архів оригіналу за 5 жовтня 2013. Процитовано 1 жовтня 2013.
7. ↑  Frost/Nixon (англ.). Rotten Tomatoes. Архів оригіналу за 5 жовтня 2013. Процитовано 1 жовтня 2013.
8. ↑  Frost/Nixon (англ.). Metacritic. Архів оригіналу за 21 березня 2014. Процитовано 1 жовтня 2013.
9. ↑  Frost/Nixon (англ.). The Numbers. Архів оригіналу за 4 жовтня 2013. Процитовано 1 жовтня 2013.
10. ↑  Awards for Frost/Nixon (англ.). Internet Movie Database. Архів оригіналу за 5 березня 2016. Процитовано 1 жовтня 2013.